# Province de Modène
La province de Modène est une province italienne, dans la région d'Émilie-Romagne.
La capitale provinciale est Modène.

## Géographie
Elle fait confins au nord avec la Lombardie (province de Mantoue), à l’est avec la province de Ferrare et la province de Bologne, au sud avec la Toscane (province de Lucques et province de Pistoia), à l’ouest avec la province de Reggio d'Émilie.
La province de Modène est destinée à être supprimée et unifiée à la province de Reggio d'Émilie ; la décision a été approuvée par le Conseil des ministres le 31 octobre 2012, dans un but de réorganisation des cités métropolitaines,.

### Orographie
Comme les autres provinces émiliennes, la province de Modène est divisée en :
- une zone de plaine : d’approximativement de la partie au Nord de la Via Emilia jusqu’au confins avec la  Lombardie (territoires de Mirandola et Finale Emilia) ;
- une zone de collines : territoire qui va de Vignola-Maranello-Sassuolo à la Via Emilia au Nord ;
- une zone de montagne, (le Frignano) : de Serramazzoni jusqu’à la crête de l'Apennin tosco-émilien, qui comprend la cime la plus haute de l'Apennin du Nord, le mont Cimone (2 165 m). La partie la plus haute de ce territoire est le parc régional du haut Apennin modènais.

### Hydrographie
Les rivières les plus importantes de la province sont la Secchia et le Panaro, deux affluents droits du Pô.

## Économie
La province de Modène est économiquement une des majeurs réalités économiques d’Europe, par la présence du siège d’importantes industries alimentaires (dont Grandi Salumifici Italiani, Cremonini SpA et Fini, centre de production du parmesan (Parmigiano Reggiano) et de la viande porcine), métal-mécanique (Modène peut être considérée comme la capitale mondiale de l'automobilisme sportif avec le siège de  Ferrari (entreprise) à Maranello, de Maserati dans la cité, De Tomaso en périphérie et Pagani (entreprise) à San Cesario), de la céramique (zone de Sassuolo et de Scandiano notée comme le département de la céramique), textile (Carpi) et le département biomédical (Mirandola).

## Histoire
Le passé de la province est constitué du duché de Modène et l’histoire est étroitement liée à celle de la sous-région d'Émilie et à la noble maison d'Este.
À Modène, un des édifices le plus représentatif est le Palazzo Ducale dont les jardins sont ouverts au public et une partie du jardin botanique. Le passé culturel et économique sont liés à l'abbaye de Nonantola.
À l’époque pré-romaine, les Boïens et les Ligures furent les premières populations du territoire.
Durant la Seconde Guerre mondiale en province de Modène, le camp de Fossoli, hameau de Carpi, fut tristement connu pour avoir été un camp de triage des déportés politiques et raciaux.
En mai 2012, la province a été sujette à de violentes secousses sismiques, dont l’épicentre était situé dans la province, qui ont causé quelques victimes et de gros dégâts au patrimoine historique, agricole et industriel.

## Administration
| Période         | Période         | Identité              | Étiquette | Qualité                    |
| --------------- | --------------- | --------------------- | --------- | -------------------------- |
| 10 octobre 2014 | 31 octobre 2018 | Gian Carlo Muzzarelli | PD        | Maire de Modène (2014 →)   |
| 31 octobre 2018 | En cours        | Gian Domenico Tomei   | PD        | Maire de Polinago (2013 →) |

## Transports
Liaison assurée par les transports publics :
- Autocars entre les principales cités et les gares de chemin de fer,
- Chemin de fer sur la ligne Vérone-Mantoue-Modène,
- Chemin de fer sur la ligne Milan-Bologne,
- Chemin de fer sur la ligne Bologne-Vérone.

Le réseau routier est composé principalement de l’antique via Emilia, de l’autoroute A1 Milan-Bologne et de la A22 qui monte au Nord sur Mantoue, Vérone et le Brenner (Autriche).

## Gastronomie
La province est au centre de la plaine du Pô où l’on trouve la production typique du fromage Parmigiano Reggiano et du  jambon de Parme, les deux gloires de la gastronomie nationale et parfaite illustration de la cuisine modènaise.
Outre la jambon, les charcuteries telles le salami, la mortadelle et les grattons. Un plat typique des fêtes hivernales zampone (viande de porc ensachée dans une jambe antérieure). Du porc, le saindoux indispensable à la cuisson du typique gnocco fritto et originaire des montagnes, la crescentina, petite galette de pâte cuite sur la pierre (antique pain).
La province est aussi connue pour d’autres produits typiques de la tradition : l'vinaigre balsamique et le vin lambrusco.
Parmi les liqueurs, le plus typique est le nocino, liqueur de noix réalisée par macération de noix fraîches dans de l’alcool.
La province produit également les fameuses cerise des Vignola.

## Communes
La province compte 47 communes dont 18 de plus de 10 000 habitants :
- Carpi
- Castelfranco Emilia
- Castelnuovo Rangone
- Castelvetro di Modena
- Finale Emilia
- Fiorano Modenese
- Formigine
- Maranello
- Mirandola
- Modène
- Nonantola
- Novi di Modena
- Pavullo nel Frignano
- San Felice sul Panaro
- Sassuolo
- Soliera
- Spilamberto
- Vignola.

## Population

### Ethnies et minorités étrangères
Selon les données de l’Institut national de statistique (ISTAT) au 1er janvier 2011, la population étrangère résidente était de 89 346 personnes soit 12,7 % de la population totale.
Les nationalités majoritairement représentatives étaient :
| Pos. | Pays     | Population |
| ---- | -------- | ---------- |
| 1    | Maroc    | 18 047     |
| 2    | Roumanie | 8 460      |
| 3    | Albanie  | 8 158      |
| 4    | Tunisie  | 5 834      |
| 5    | Ghana    | 5 812      |
| 6    | Chine    | 5 058      |
| 7    | Moldavie | 4 792      |
| 8    | Ukraine  | 4 065      |
| 9    | Pakistan | 3 585      |
| 10   | Turquie  | 2 687      |

### Crédits de traduction
- (it) Cet article est partiellement ou en totalité issu de l’article de Wikipédia en italien intitulé « Provincia di Modena » (voir la liste des auteurs).